# Franse literatuur in de 16e eeuw
De Franse literatuur in de zestiende eeuw wordt gekenmerkt door de vestiging van het Frans als een belangrijke literaire taal, met schrijvers die de voornaamste genres van moderne literatuur in Frankrijk creëren. In verhalend proza zijn dat François Rabelais en Pierre de Ronsard, in poëzie is dat vooral Joachim du Bellay, Michel de Montaigne doet dat met zijn Essais voor de filosofische literatuur en Robert Garnier en Etienne Jodelle voor het theater. De 16e eeuw was voor Frankrijk een tijd van fundamentele veranderingen op alle gebieden: religie, wetenschap, ontdekkingsreizen en politieke verschuivingen lagen aan de basis voor begrippen als renaissance, humanisme en  moderne tijd.
Al in de 15e eeuw kondigde in West-Europa een aantal factoren de komende renaissance aan. Twee verschillende jaartallen worden genoemd als mogelijk begin van de renaissance. In 1458 vallen met Constantinopel de laatste resten van het Oost-Romeinse rijk in Turkse handen en rond die tijd wordt in Europa de boekdrukkunst uitgevonden. Een ander jaartal dat wordt genoemd is 1492, de ontdekking van Amerika. Het is een tijd van groeiend individualisme, aardrijkskundige ontdekkingen, vele Italiaanse invloeden en de herontdekking van de antieke literatuur.
In de 16e eeuw gaat het theocentrisch middeleeuws denken over in een meer antropocentrische gerichtheid: mens en rede krijgen een centralere plaats in denken en beleving. Ook de Hervorming past in deze beweging, als men met name de kritische bronnenstudie op de Bijbel gaat toepassen.
Kort samengevat kan men zeggen dat de overheersende mentaliteit niet langer Memento mori was, maar Carpe Diem. In Frankrijk heeft vooral de herontdekking van de geschriften en de denkbeelden van Epicurus een grote impact.
De laatste grote rederijker is Clément Marot (1496-1544). Toch hoort hij al bij de nieuwe tijd door de badinerende stijl van zijn liefdes- en gelegenheidsgedichten en zijn protestantse sympathieën
Frans I vaardigt in 1539 het Edict van Villers-Cotterêts uit, waarin voorgeschreven wordt dat alle administratieve handelingen voortaan in het Frans dienen te geschieden. Dit is een grote stap voorwaarts voor de taal, die steeds meer de overhand over het Latijn krijgt.

## Rabelais
De eerste literaire "reus" van deze periode is François Rabelais (1494-1553?): eerst monnik, dan priester, vervolgens geneesheer, maar vooral humanist. Beroemd zijn zijn verhalen over de reuzen Gargantua en Pantagruel. Achter de verbale stortvloed en het soms wat boertig aandoende komische karakter worden ideeën van de renaissance zichtbaar: vertrouwen in de mens, morele, pedagogische en politieke vrijheidsdrang en zucht naar kennis. Rabelais en zijn werk worden beschouwd als boegbeeld van de renaissance in de Franse literatuur.

## De Pléiade

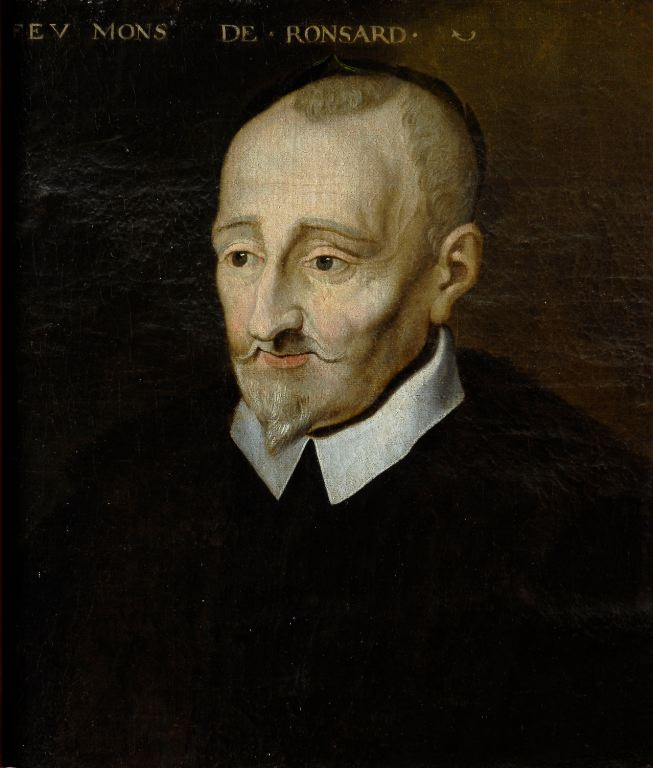
Ronsard

In 1549 laat Joachim Du Bellay (1522-1560) een manifest verschijnen, getiteld La défense et illustration de la langue française. De Franse taal moest "verdedigd" ("défense") worden tegen de humanisten, die door een te blinde bewondering van de Antieke schrijvers het Latijn tot enige literatuurtaal wilden maken, in tegenstelling tot de status die het Frans als administratieve taal had gekregen. Het Frans moest ook "verrijkt" ("illustration") worden: qua woordenschat door ontleningen aan het Italiaans, aan verschillende Franse dialecten, aan het Latijn en aan het Grieks; inhoudelijk door het opnemen van Griekse en Latijnse mythologische elementen; stilistisch door literaire genres te ontlenen aan het Latijn, en aan de Italiaanse renaissance (ode, epos, sonnet).
Een groep van zeven dichters, die zichzelf la Pléiade (het Zevengesternte) noemt, zal deze ideeën in praktijk brengen. Du Bellay en Ronsard zijn hun aanvoerders. Zij introduceren dichtvormen in Frankrijk die nog eeuwenlang de norm zullen zijn.
Joachim Du Bellay schrijft eerst gedichten (L'Olive, 1549-1550) waarin hij, zoals Petrarca, de liefde op een idealistische wijze benadert. Later volgt hij zijn oom, kardinaal Du Bellay, naar Rome. Eerst bezingt hij het oude Rome (Les antiquités de Rome, 1558), maar al snel krijgen ontgoocheling over de teloorgang van wat het centrum van de Oudheid en nostalgie naar zijn geboorteland de bovenhand (Les Regrets, 1558). Hij introduceert in Frankrijk een tot dan toe weinig gebruikt soort gedicht: de sonnet.
Pierre de Ronsard (1524-1585) werd al jong door zijn doofheid gedwongen af te zien van een carrière in de diplomatie of in het leger. Hij zoekt zijn heil in de poëzie en wordt al snel "de prins der Franse dichters" genoemd. Het bekendst is hij om zijn epicuristische liefdesgedichten, Les Odes en Les Amours. Ronsard maakt veelvuldig gebruik van een soort vers dat tot dan toe niet vaak werd gebruikt: de alexandrijn. Hij weet dit soort versregels met zoveel succes te gebruiken, dat het na de Pléiade eeuwenlang de absolute norm gaat zijn voor alle Franse literaire werken in dichtvorm. Pas als er aan het eind van de 19e eeuw meer met de vorm geëxperimenteerd gaat worden, zullen de alexandrijnen aan belang verliezen.
De Pléiade was een overwegend Parijs fenomeen, maar de vernieuwingsbeweging was ook aan het werk in Lyon. Maurice Scève (1510-1564) is min of meer de voorvader van de hermetische poëzie. Ook zijn sterk symbolische liefdespoëzie onderging de invloed van Petrarca, net als dat van Du Bellay.

## De godsdienstoorlogen en Montaigne

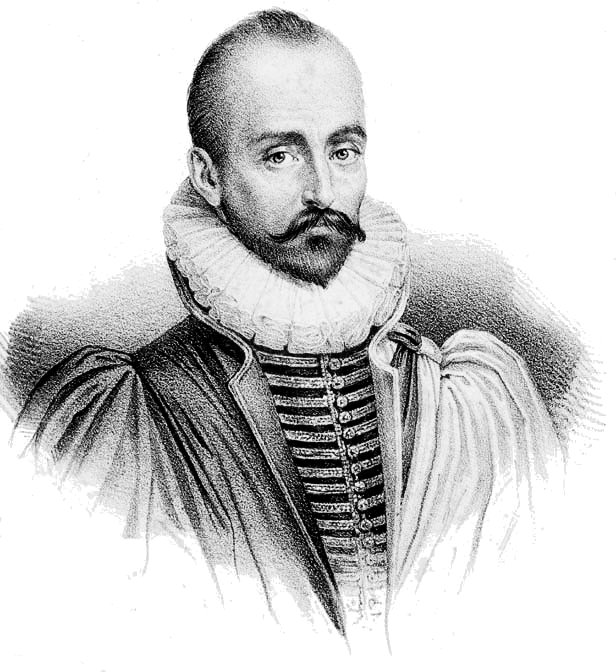
Montaigne

Omstreeks 1560 beginnen in Frankrijk de hugenotenoorlogen tussen katholieken en Hervormingsgezinden. Die eindigen pas als "de goede koning" Hendrik IV in 1593 zijn geloof afzweert en het edict van Nantes uitvaardigt (1598). Sommige auteurs kiezen openlijk stelling, zoals de katholiek Blaise de Monluc (1502-1577) of de militante protestant Agrippa d'Aubigné (1552-1630), schrijver van Les Tragiques (1616-1623).
Ver van het gewoel houdt zich Michel Eyquem, heer van Montaigne (1533-1592). Zijn gevoelige natuur en zijn zwakke gezondheid brengen hem ertoe diep na te denken over de wisselvalligheid van het leven. Inspiratie zoekt deze zeer belezen auteur bij zijn geliefde klassieken. In zijn Essais, die vanaf 1580 verschijnen, neemt hij eerst een stoïcijnse houding aan, die later evolueert naar een mild sceptische levenskunst: leven is zich voorbereiden op de dood. Van hem is de beroemde formule "Que sais-je?". Hij is een van de eerste Franse moralisten, intellectuelen die het dagelijks leven overdenken.

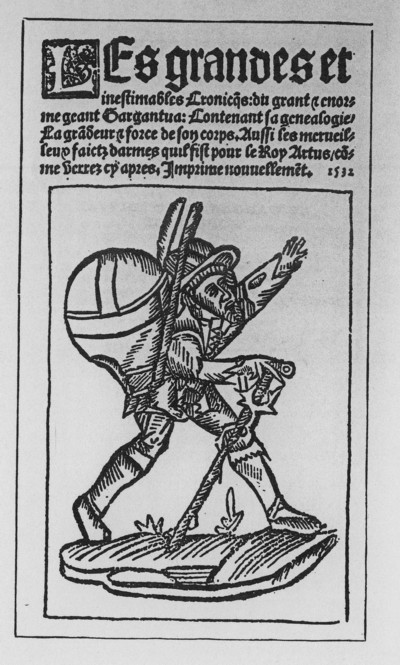
Gargantua
- La Deffence, et illustration de la langue francoyse
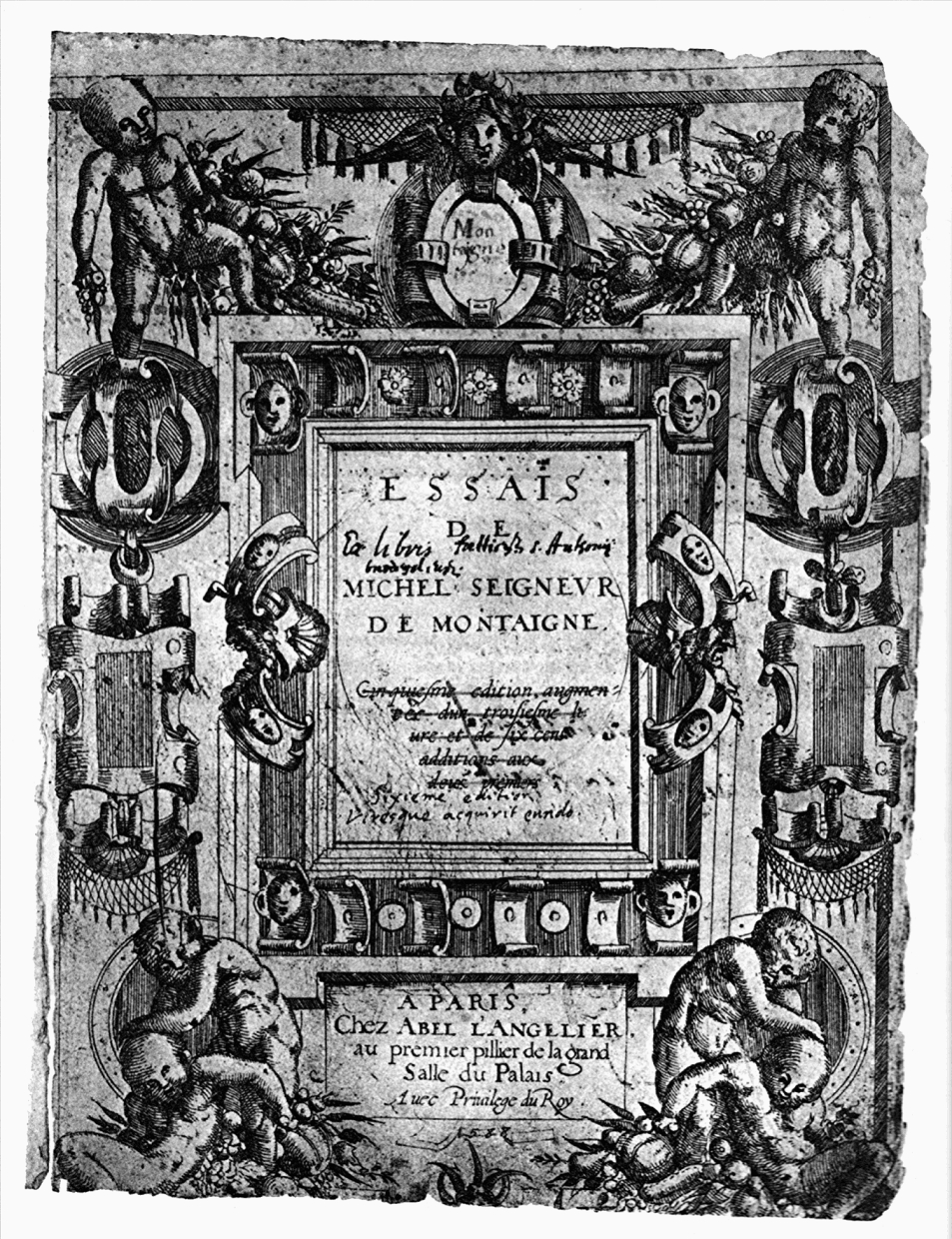
Essais van Montaigne